# Linia kolejowa nr 510
Linia kolejowa nr 510 – pierwszorzędna, zelektryfikowana, jednotorowa linia kolejowa łącząca stację Warszawa Główna Towarowa z posterunkiem odgałęźnym Warszawa Aleje Jerozolimskie.
Ma status linii o znaczeniu państwowym.